# Limnophora aculeipes
Limnophora aculeipes är en tvåvingeart som beskrevs av Stein 1913. Limnophora aculeipes ingår i släktet Limnophora och familjen husflugor. Inga underarter finns listade i Catalogue of Life.